# Setge de Turtuixa (809)
El setge de Turtuixa de 809 va ser part d'un intent de conquerir les ciutats de Tarragona i Tortosa per part del fill de Carlemany, Lluís el Pietós. Aquesta conquesta es va fer en el context de la conquesta de les ciutats de Girona, Barcelona i altres regions del nord d'Espanya per part dels àrabs, així com també de les lluites pel poder a l'Emirat de Còrdova. Després d'uns anys de conflicte, Carlemany va intentar conquerir les ciutats de Tarragona i Tortosa, però els seus esforços van ser infructuosos. Finalment, Carlemany va acceptar una treva amb els àrabs per tres anys.

## Antecedents
La conquesta de Girona, el 785, i la conquesta de la franja de terres situades entre les comarques del Pla de Banyoles i l'Alt Segre van obrir el camí a l'atac a Barcelona, que havia restat més de 80 anys, almenys tres generacions nascudes i criades en un medi musulmà. La majoria de la població s'havia convertit, tret d'una minoria recalcitrant restava cristiana, a la qual, per la liberalitat musulmana, se li tolerava el culte i el seu regiment per governants indígenes.
L'Emirat de Còrdova estava en ple conflicte doncs Al-Hàkam I estava lluitant contra les pretensions dels seus oncles Sulaymán i Abd-Al·lah ibn Abd-ar-Rahman, que es van rebel·lar a la mort d'Hixam I, i el 798, Guillem de Tolosa, qui en nom de Lluís el Pietós coordinaria les operacions per conquerir al-Tagr al-Ala, va convocar la Dieta de Tolosa a la qual van assistir ambaixadors d'Alfons II d'Astúries i Bahlul Ibn Marzuq.
Carlemany va atacar el 800 les ciutats de Wasqa i Làrida, i es provoca una revolta a Pamplona que acaba amb la sobirania musulmana, i el 3 d'abril de 801 els musulmans van obrir les portes de Madinat Barshiluna, que estava assetjada per les tropes de Lluís el Pietós, comandades pel duc Guillem de Tolosa des de la tardor del 800. La frontera del Llobregat fou fortament reforçada mentre Al-Hàkam I intentava el 801 recuperar Pamplona sent derrotat en la batalla de Conchas de Arganzón.
Lluís el Pietós va dirigir una primera expedició que va arribar a Tarragona i va assetjar Turtussa sense cap resultat retirant-se cap al nord, i el 808 Carlemany va enviar al seu llegat, Ingobert en una nova expedició però es va haver de retirar.

## El setge
La tercera expedició tingué lloc l'any 809 i el mateix Lluís el Pietós tornà a agafar-ne el comandament, acompanyat dels magnats francs Isembard, Heribert i Liutard i de les forces del comte i marquès Berà. Els trabuquets es van traslladar fins a Tortosa i durant 40 dies es va assetjar la ciutat però el setge es va haver d'aixecar en arribar un exèrcit cordovès manat per Abd al-Rahman II, fill de l'emir Al Hakam I, que potser va derrotar els francs (segons l'historiador Al Maqqari). L'Astrònom evita la paraula derrota i diu que els musulmans de Tortosa, desesperats pel setge, van oferir les claus de la ciutat a Lluís el Pietós, i que aquest es va donar així per satisfet i va aixecar el setge, cosa que resulta del tot inversemblant.

## Conseqüències
Després d'aquest fracàs, que confirmava els dos anteriors, les proposicions pacifistes de Berà devien tenir ressò a la cort. El 812 Carlemany va acceptar una treva per tres anys, fins a la ràtzia de 815.